# Oakdale (Nebraska)
Oakdale è un comune degli Stati Uniti d'America, situato nello Stato del Nebraska, nella Contea di Antelope.